# Zabrušany (hradiště)
Zabrušany (též Švédské šance) jsou pravěké a raně středověké hradiště u stejnojmenné obce v okrese Teplice. Od roku 1964 je chráněno jako kulturní památka. Nachází se na ostrožně, která od sebe odděluje vesnice Zabrušany a Všechlapy. Vrcholová plošina dosahuje nadmořské výšky 225 metrů a okolní terén převyšuje o deset metrů. Pod severním a severozápadním svahem je vodní nádrž Všechlapy.

## Historie
Plošina byla podle archeologických nálezů osídlena již lidem kultury s nálevkovitými poháry a v době halštatské. Nejstarší opevnění na ní prokazatelně vzniklo už v eneolitu. Další opevněné hradiště však bylo postaveno až v devátém století. Svůj sídelní význam ztratilo ve druhé polovině desátého století, když se správním centrem kraje stala Bílina. Nadále však bylo udržováno jako vojenský opěrný bod až do přelomu jedenáctého a dvanáctého století. V roce 1973 spojil Jiří Sláma hradiště se zmínkou o „civitas Wiztrachi ducis“ (hradu knížete Vistracha) uvedenou ve Fuldských letopisech a vztaženou k roku 857. Pokud tomu tak je, představuje zabrušanské hradiště jedno ze sídel nepřemyslovských knížat, které přetrvalo do doby dlouho po připojení severozápadních Čech k Českému knížectví.

## Popis
Svahy ostrožny byly ve středověku terasovitě upraveny a na vrcholu pravděpodobně ohrazeny lehčím opevněním typu palisády. Z jihovýchodní strany však byla ostrožna snadno přístupná, a proto zde postupně vznikla trojice příčných valů s příkopy. Opevněná plocha dosahuje rozlohy 5,5 hektarů. Střední a vnitřní hradba byla v průběhu času téměř rozorána, a proto se  dochovala jen v podobě nevýrazné terénní vlny. Terén před vnější hradbou byl silně pozměněn průběhem silnice ze Zabrušan do Všechlap, které vede v místech bývalého prvního příkopu.
Vnější hradba měla nejprve dřevohlinitou konstrukci, ale později byla zesílena 70 cm silnou zadní zdí, která těleso hradby vyztužila a zvýšila její šířku na deset metrů. Střední hradbu tvořil hlinitý val s palisádou na vrcholu. V mladší fázi však byla zesílena čelní zdí z nasucho kladených kamenů a dřevěnou komorovou konstrukcí vyplněnou kameny a hlínou. Její šířka dosahovala osmi metrů a chránil ji příkop hluboký 1,5 metru. Podobným způsobem byla postavena také vnitřní hradba, kterou však chránil mnohem větší příkop hluboký až čtyři metry a široký třináct metrů. Výška jednotlivých hradeb se pohybovala okolo čtyř metrů.